# Lov velryb na Faerských ostrovech

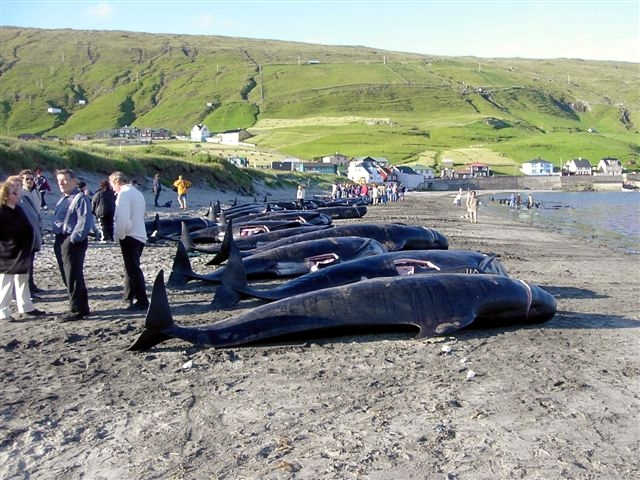
Zabití kulohlavci černí na pláži ve vesnici Hvalba na nejjižnějším z Faerských ostrovů, Suðuroy, 11. srpna 2002.

Lov velryb na Faerských ostrovech je provozován od časů prvních norských osad na Faerských ostrovech. Je regulován Faerskými úřady, ale kvůli neshodám ohledně malých kytovců není lov pod dohledem Mezinárodní velrybářské komise. Okolo 950 kulohlavců černých (Globicephala melas) je zabito každý rok, a to zejména v létě. Lovy, nazývané ve faerštině „grindadráp“, jsou organizovány na úrovni místních komunit a jsou nekomerční; účastnit se jich může kdokoliv. Lovci nejprve obklopí kulohlavce širokým půlkruhem lodí a poté je pomalu zaženou do zátoky nebo ke dnu fjordu.
Většina Faeřanů se domnívá, že lov je podstatnou součástí jejich kultury a historie, bojovníci za práva zvířat ho ovšem kritizují jako zbytečný a krutý,. Lovci na oplátku tvrdí, že většina novinářů nezná lovecké metody dostatečně a že nerozumí ekonomickému významu lovu.
Koncem prosince roku 2008 nedoporučily hlavní lékařské úřady Faerských ostrovů maso kulohlavců kvůli vysoké hladině toxinů ve velrybách ke konzumaci.

## Počátky
Velrybářství je známé už dlouho. Ví se, že existovalo v minulosti na Islandu, Hebridách, Shetlandách a Orknejích.
Podle archeologických nálezů z dob raných norských osad na Faerských ostrovech, datovaných přibližně do roku 800 n. l., konkrétně zbytků kulohlavčích kostí nalezených ve zbytcích domácností ve vesnici Norðragøta, měli kulohlavci zásadní význam pro každodenní život Faeřanů. Maso a podkožní tuk kulohlavců tvořily důležitou část potravy ostrovanů. Zejména tuk byl vysoce ceněn nejen jako potravina, ale také pro možnost výroby oleje, který se používal na topení a pro další účely. Části kůže kulohlavců se používaly také na výrobu lan a rybářských vlasců, žaludky zase sloužily jako bóje a plováky.
Lov byl právně regulován již od středověku, což potvrzují zmínky v raných norských právních dokumentech. Nejstarším dokumentem, který odkazuje specificky k Faerským ostrovům, je takzvaný Sheep Letter z roku 1298, který se zabývá ztracenými a na břeh vyvrženými velrybami.
Záznamy o lovu velryb nadháněním se datují až do roku 1548.

## Složky lovu

### Zaměřování
Lov kulohlavců má dobře propracovaný komunikační systém, na který odkazuje už reverend Lucas Debes, což znamená, že tento systém byl vyvinut už v sedmnáctém století. Při spatření hejna kulohlavců byli vysláni poslové, aby uvědomili ostrovní obyvatelstvo, zatímco v ten samý okamžik byly zapáleny signalizační ohně, které předaly zprávu na další ostrov, kde se cyklus opakoval (Faerské ostrovy mají 17 obydlených ostrovů).
Věří se, že tento systém je nejstarším elementem lovu velryb, neboť při lovu je potřeba velké množství lidí a lodí, aby obklíčili a usmrtili hejno. Dnes se ovšem místo ohňů a poslů využívají mobilní telefony a další moderní komunikační prostředky.

### Poloha lovišť

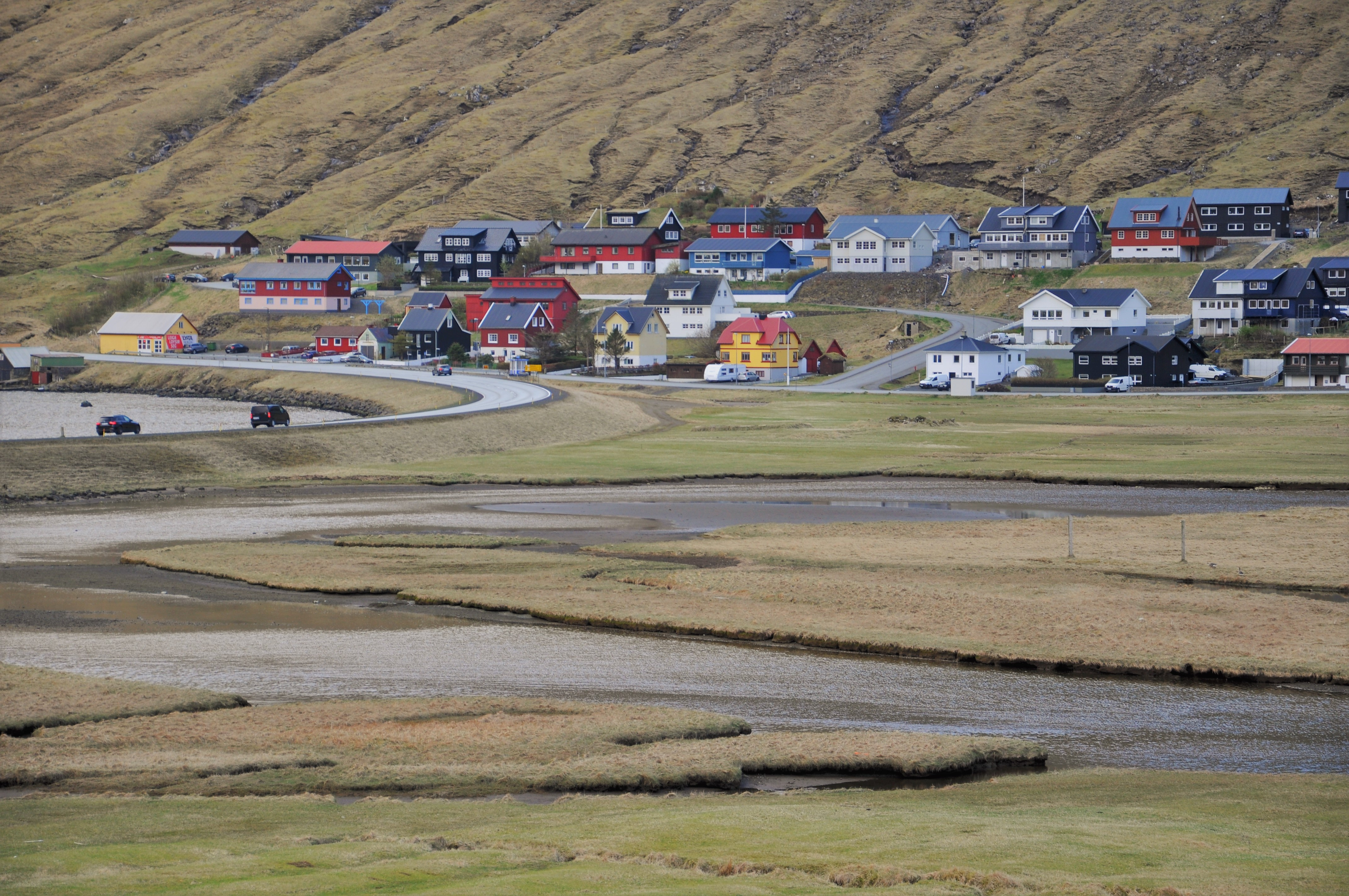
Vesnička Hvalvík (česky Velrybí zátoka) na ostrově Streymoy je známým místem, kde se vyhánějí velryby na břeh.

Místo musí být vhodné pro vyhnání velryb na břeh. Zabíjet velryby na nevhodných místech je protizákonné. Mořské dno se musí postupně svažovat od pobřeží do hlubší vody, takže je vysoká pravděpodobnost, že se podaří vyhnat velryby na břeh, nebo je alespoň zahnat tak blízko ke břehu, aby z něj mohly být zajištěny a usmrceny. Když je lokalizováno hejno, lodě ho obklíčí v půlkruhu a pomalu ho ženou směrem k vybranému místu, což bývá obvykle zátoka nebo fjord. Na Faerských ostrovech existuje 17 městeček a vesnic, poblíž kterých jsou k lovu kulohlavců tyto příznivé podmínky. Lovit velryby mimo tato zákonem schválená místa je nezákonné. Tato místa jsou: Bøur, Fámjin, Fuglafjørður, Syðrugøta, Húsavík, Hvalba, Hvalvík, Hvannasund, Klaksvík, Miðvágur, Norðskáli, Sandavágur, Sandur, Tórshavn (v Sandagerði), Tvøroyri, Vágur a Vestmanna. Tato města a vesnice také nejčastěji figurují v historických záznamech o lovu velryb na Faerských ostrovech, které jsou vedeny od roku 1854.

### Regulace
Začátkem dvacátého století začala debata o legislativní regulaci velrybářství na Faerských ostrovech. Čtvrtého června 1907 poslal dánský guvernátor (faersky amtmaður) první návrh této regulace kanceláři ministerstva financí v Kodani. V následujících letech se debata o regulaci rozvíjela, ale až v roce 1932 spatřila světlo světa první Regulace lovu kulohlavců na Faerských ostrovech. Od té doby byla tato Regulace doplněna každým myslitelným detailem, týkajícím se lovu kulohlavců. Tato regulace pevně začlenila velrybářství, dříve založené na zvykovém právu, do občanského právního řádu, institucionalizovala staré zvyky a přidala nový řád tam, kde byly staré zvyky nedostačující či nevhodné.

### Okrsky
Nejpozději v roce 1832 - existují důvody, proč věřit, že tomu tak bylo již dříve - byly Faerské ostrovy rozděleny na několik velrybářských okrsků, jejichž účelem je zajistit distribuci masa a tuku ulovených velryb. Úlovek je distribuován tak, aby každý člen daného okrsku dostal stejný podíl kořisti bez ohledu na to, zda se lovu účastnil, či nikoli.

### Dozor
Před uzákoněním samosprávy Faerských ostrovů roku 1948 měl nejvyšší zodpovědnost za dozor nad lovem kulohlavců dánský guvernátor. Dnes je dozor věcí Faerské vlády. Vláda je povinna zajistit dodržování Regulace lovu kulohlavců a i jinak odpovídá za přípravy. V praxi to znamená, že místní zákonodárný pověřenec je vrchním úředníkem při lovu a distribuci kořisti.

### Lodě
Vybavení pro lov je právně omezeno na háky, lana a hodnotící tyče pro měření. Takto vybavená loď je kulohlavčí lodí. Kulohlavčí loď není ani tradiční malá faerská veslice, ani vozidlo užívané pro příbřežní navigaci. Kulohlavčí loď nezahrnuje moderní lodě z faerské flotily. Kulohlavčí loď je jen dočasným označením pro malou loď, která je zrovna používána při lovu, přestože jinak může být používána pro rybaření nebo volný čas.

### Lov

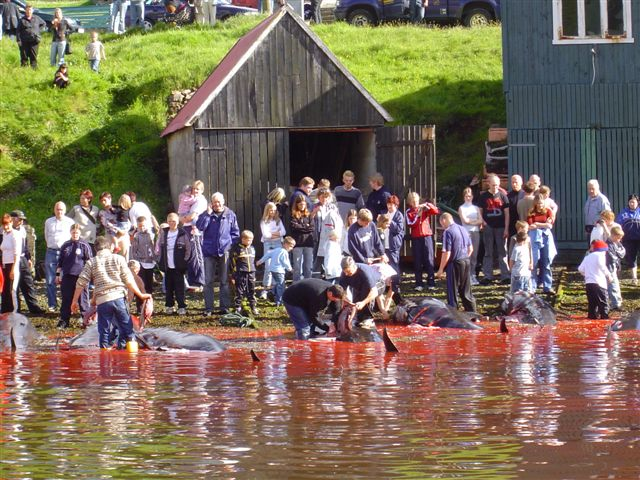
V souladu s regulacemi se muži shromažďují na břehu, aby zabili vyvržené velryby, zde v městečku Vágur v Suðuroy, 28. červen, 2004.

Po splnění všech zmíněných podmínek mohou velrybáři začít lov. Lov se koná pouze tehdy, když se zaměřené hejno kulohlavců nachází poblíž pobřeží a když je počasí a moře příznivé. Regulace specifikuje, jak se velryby vyvrhují na břeh. Lov sám začíná obklíčením hejna půlkruhem lodí. Na signál velrybářského předáka jsou do vody vhazovány kameny na lanech, což žene velryby požadovaným směrem - k pláži, na kterou se samy vyvrhnou. Útočit na velryby v oceánu není dovoleno. Lov je vždy pod dozorem místních úřadů.
Kulohlavci, kteří se sami nevyvrhli na pláž, bývali často bodáni do podkožního tuku tyčemi s ostrými háky na konci zvanými (faersky sóknarongul), a poté vytlačeni na břeh. Po obviněních ze krutosti ke zvířatům začali velrybáři užívat tupé háky (faersky blásturongul), kterými vytahovali velryby na pláž za dýchací otvor na hřbetě. Dnes se ostré háky používají už jen pro vytahování mrtvých velryb na břeh. Tupé háky se dočkaly obecného přijetí po svém vynalezení roku 1993, protože jsou nejen efektivnější, ale také humánnější v porovnání s ostatními typy háků. Přesto protivelrybářské organizace, jako je např. Greenpeace nebo Whale and Dolphin Conservation Society (WDCS, česky organizace na ochranu velryb a delfínů), tvrdí, že částečná blokace dýchacího otvoru a podráždění dýchacích cest zvířatům působí nesnesitelnou bolest a paniku.
V roce 1985 postavily Faerské ostrovy mimo zákon používání kopí a harpun při lovu, neboť tyto nástroje jsou ke zvířatům zbytečně kruté.
Po vyvržení na břeh jsou velryby zabity přetnutím hřbetu v oblasti míchy speciálním velrybářským nožem, grindaknívur. Vzhledem k okolnostem během lovu na kulohlavce je velrybářský nůž považován za nejbezpečnější a nejefektivnější usmrcovací nástroj. Vzhledem k ručnímu usmrcování nemůže být smrt "rychlá", délka umírání se pohybuje od několika sekund do několika minut, v průměru je to 30 sekund.
Je možné lovit také jiné druhy kytovců
Podle Faerské legislativy je povoleno lovit také jiné malé kytovce kromě kulohlavců, a to sice: delfín skákavý (Tursiops truncatus); plískavice bělonosá (Lagenorhynchus albirostris); plískavice běloboká (Lagenorhynchus acutus); a sviňucha obecná(Phocaena phocaena).
Lov těchto druhů delfínů a plískavic (s výjimkou lovu sviňuch) probíhá stejně jako lov kulohlavců. Sviňuchy jsou zabíjeny brokovnicemi a jejich počty se musí hlásit šerifovi daného okrsku. Podle statistik se ročně zabije 0 až 10 sviňuch.
Komerční lov větších velryb (plejtvák myšok, plejtvák štítkovitý) se na Faerských ostrovech neprovozuje od roku 1984.

## Dojmy

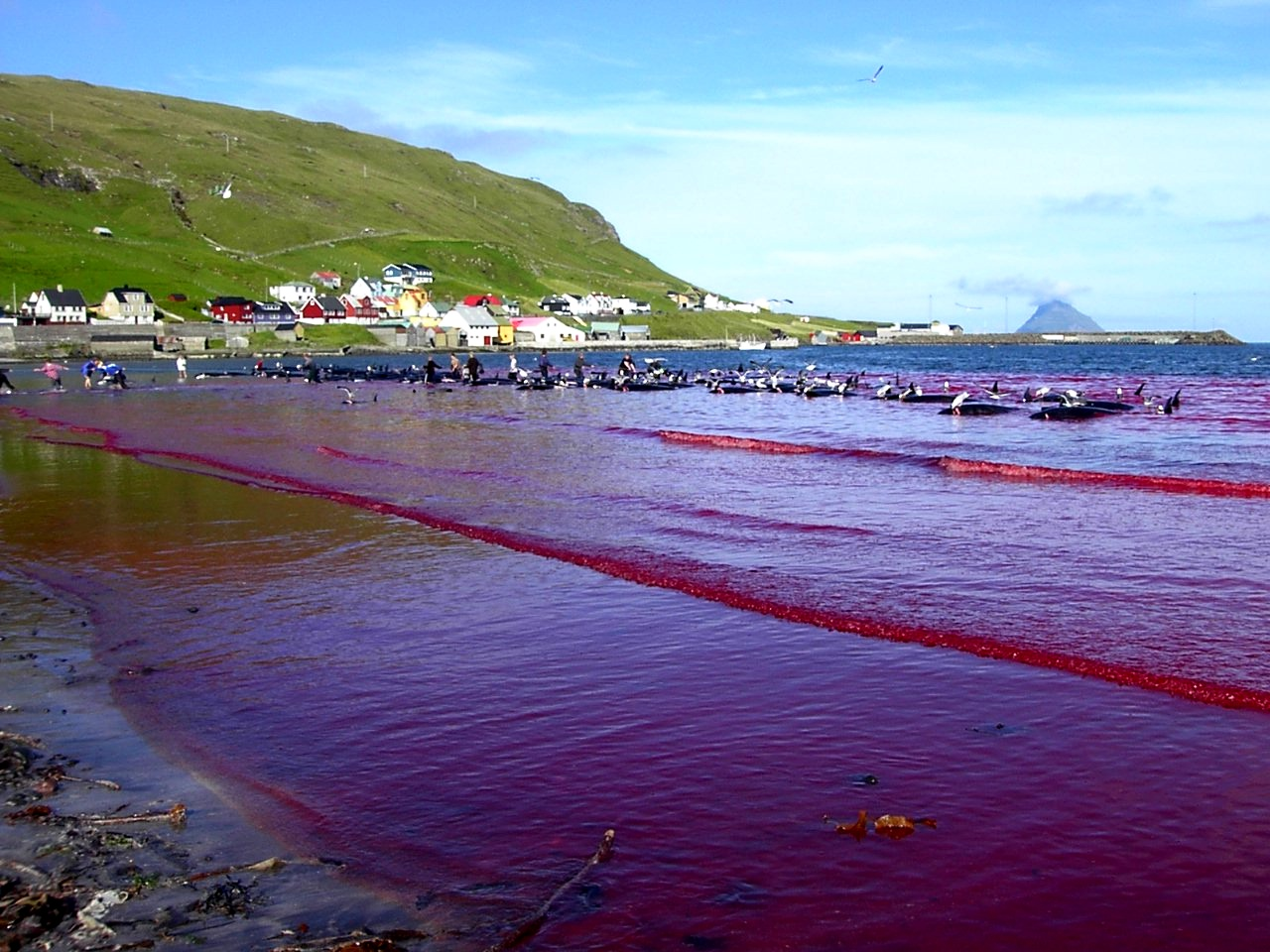
Moře se barví krví dočervena.

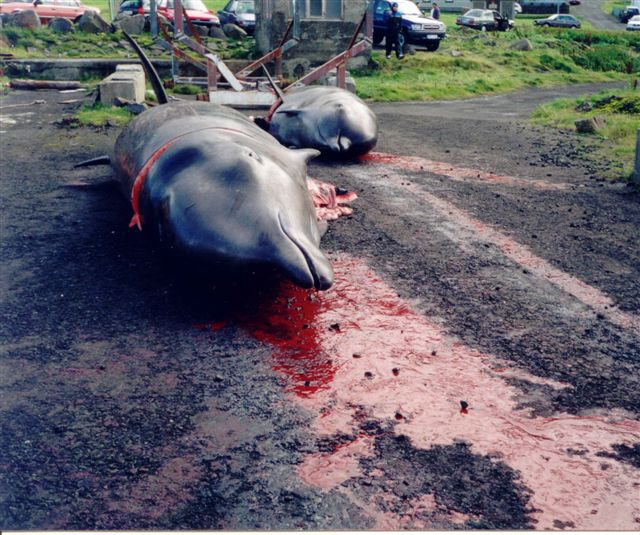
Dva mrtví delfíni skákaví v zátoce Nes ve Váguru na Suðuroy.

Při přetnutí míchy kulohlavce dochází zároveň k přetnutí hlavních cév. Proto se okolní moře barví do krvavé červeně. Tento živý obraz bývá využíván protivelrybářskými organizacemi v kampaních proti lovu, protože takovéto obrázky mohou přihlížející šokovat.
Vzhledem k tomu, že kopí, harpuny i střelné zbraně jsou zakázány, velrybáři musí být na pobřeží a zabít osobně každou jednotlivou velrybu. Ólavur Sjúrðaberg, předseda Faerské kulohlavčí asociace k tomu podotýká: "Jsem si jist, že nikdo, kdo si sám zabíjí zvířata kvůli jídlu, nemůže zůstat nepohnut tím, co dělá. Chcete to udělat tak rychle a s tak malým utrpením pro zvíře, jak je to jen možné."

## Kulohlavci jako potrava
Většina tradičního faerského jídla se skládá z masa, protože povrch Faerských ostrovů je velmi nerovný a kamenitý, takže obilí a zeleninu je velmi těžké vypěstovat. Udává se, že pouhá 2% z 1,393 km² rozlohy ostrovů jsou tvořena ornou půdou a žádná půda není vyhrazena pro trvalé obdělávání. V zimních měsících mohli dříve ostrované jíst pouze sušené nebo nasolené potraviny, zejména maso - kulohlavčí, mořských ptáků a ryb. Kulohlavci byli tedy po dlouhá staletí důležitým zdrojem živin pro izolovanou populaci lidí na souostroví v severním atlantiku.
Kulohlavčí maso a tuk není k dostání v supermarketech - je skladován, připravován a jezen ve faerských domácnostech. Není ani exportován, přestože hlavním vývozním artiklem faerských ostrovů jsou ryby. Ročně se uloví 956 kulohlavců (1990–1999), což znamená zhruba 500 tun masa a tuku. To tvoří cca 30% produkce masa na Faerských ostrovech.

### Příprava jídla

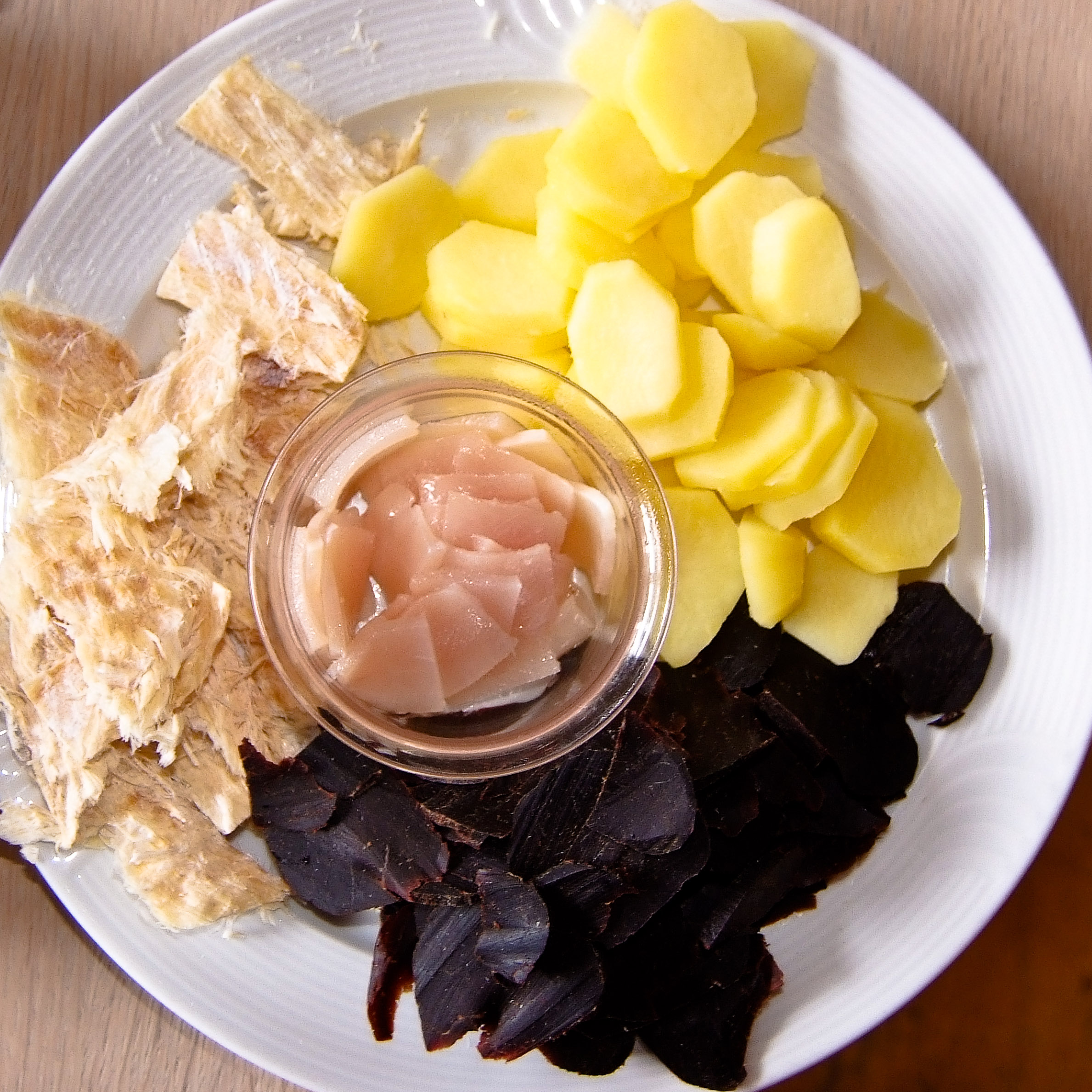
Tvøst og spik. Černé maso kulohlavce a jeho tuk (uprostřed), spolu se sušenou rybou (vlevo) a brambory.

Velrybí maso a tuk je faerskou specialitou. Dlouho znamenalo maso a tuk z jediné velryby jídlo na dlouhou dobu, z něhož dostal každý podíl. Tento zvyk se udržuje dodnes. Maso a tuk se připravuje např. jako Tvøst og spik. Čerstvé maso se vaří nebo upravuje na steak. Kulohlavčí steak se faersky nazývá grindabúffur. Maso, tuk a brambory ve šlupce se vloží do hrnce, osolí a hodinu vaří. Tenké plátky tuku jsou také oblíbenou přílohou k sušeným rybám.
Tradičně se konzervuje nasolováním nebo sušením větrem venku, což se stále praktikuje, zejména na vesnicích. Dnes se maso a tuk často uchovává v mrazničkách.
Turisté mohou ochutnat tradiční faerská jídla na nejrůznějších kulturních akcích, které se konají zejména v létě. Před konzumací kulohlavčího či jiného kytovčího masa by měli turisté vzít v úvahu varování faerských lékařských úřadů, viz níže.

## Kulturní význam
Lov delfínů skákavých je integrální součástí kultury faerské společnosti. Faerští muži často říkají, že grindadráp jim umožňuje cítit se Faeřany. Ženy se grindadrápu aktivně neúčastní, pouze přihlížejí. Tato tradiční dělba práce se nezměnila po staletí.
Ve faerské literatuře a umění je grindadráp důležitým motivem, např. Sámal Joensen-Mikines vytvořil obrazy, z nichž některé jsou mezinárodně uznávané. Jsou součástí trvalé výstavy ve Faerském muzeu umění v hlavním městě Tórshavnu. Dánský guvernátor Faerských ostrovů Christian Pløyen napsal slavnou píseň o lovu kulohlavců. Tato faerská balada, ve faerštině kvæði, je psána dánsky a jmenuje se "Nová píseň o lovu kulohlavců na Faerských ostrovech". Byla napsána během guvernátorova funkčního období (1830–1847) a vydána v roce 1835 v Kodani.
Refrén zní v dánštině takto:
 Raske drenge, grind at dræbe det er vor lyst 
V češtině:
 Silní mladí chlapci, zabíjet dřinu je naší radostí 
Tyto staré verše jsou dnešními Faeřany zpívány vzácně.[zdroj?]. Většině okolního světa (včetně Dánska)[zdroj?] se zdají být zpátečnickým klišé.

## Úlovky

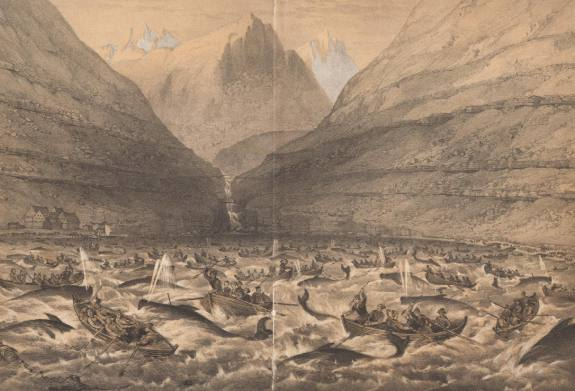
Velrybářství ve Vestmanna v roce 1854

Záznamy o lovech existují útržkovitě od roku 1584, nepřerušeně od roku 1709, což z nich dělá nejdéle udržované záznamy o lovu divokých zvířat.
Úlovek je dělen na díly, ve faerštině nazývané skinn, což je stará měrná jednotky užívaná v zemědělství. Jeden skinn se rovná 38 kg velrybího masa plus 34 kg velrybího tuku; celkem tedy 72 kg.
| Období    | Počet honů | Počet velryb | Množství skinnů |
| --------- | ---------- | ------------ | --------------- |
| 1709–1950 | 1,195      | 178,259      | 1,360,160       |
| 1951–1960 | 122        | 18,772       | 99,102          |
| 1961–1970 | 130        | 15,784       | 79,588          |
| 1971–1980 | 85         | 11,311       | 69,026          |
| 1981–1990 | 176        | 18,806       | 108,714         |
| 1991–2000 | 101        | 9,212        | 66,284          |
| 2001      | 11         | 918          | 7,447           |
| 2002      | 10         | 626          | 4,263           |
| 2003      | 5          | 503          | 3,968           |
| 2004      | 9          | 1,010        | 8,276           |
| 2005      | 6          | 302          | 2,194           |
| 2006      | 11         | 856          | 6,615           |
| 2007      | 10         | 633          | 5,522           |
| 2008      | N/A        | N/A          | N/A             |
| 2009      | 3          | 310          |                 |

Faerská statistická kancelář uveřejnila data pro rok 2009, z nichž vyplývá, že bylo zabito 310 kulohlavců, 174 plískavic bělonosých, 2 plískavice běloboké a 1 delfín skákavý.
- Dlouhodobý roční průměrný úlovek 1709–1999: 850
- Roční průměrný úlovek v letech 1900–1999: 1,225
- Roční průměrný úlovek v letech 1980–1999: 1,511
- Roční průměrný úlovek v letech 1990–1999: 956

## Hrozby pro velrybí populaci

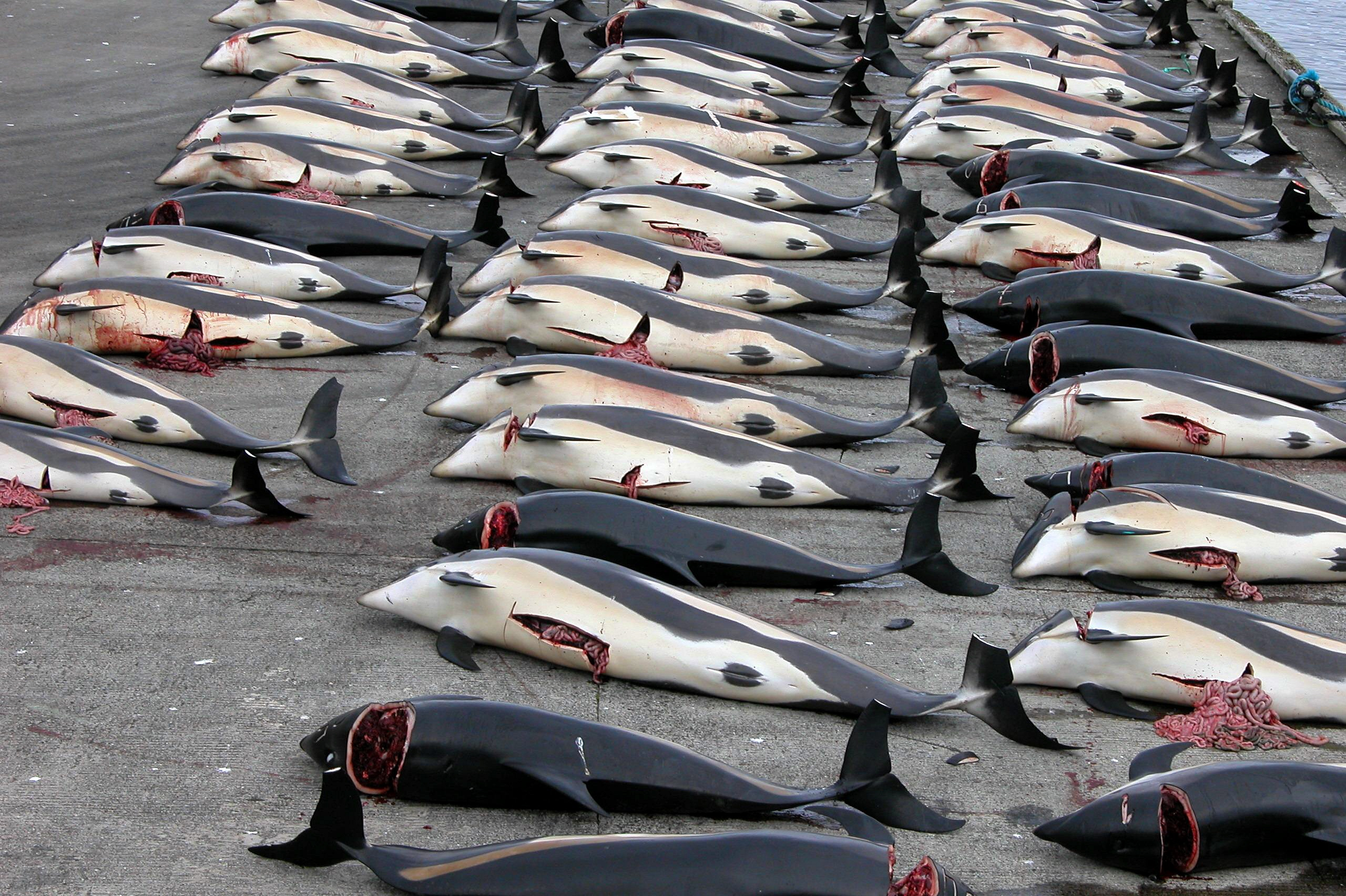
Plískavice běloboká na betonové podlaze doku ve Hvalba, 26. srpen 2006

Mezi nejrůznějšími organizacemi zuří debata o velikosti kulohlavčí populace v severovýchodním Atlantiku a o významu lovu kulohlavců na Faerských ostrovech jako hrozby pro tuto populaci. Čísla uznávaná vědeckým výborem Mezinárodní velrybářské organizace udávají 778,000 zvířat. Tato data byla získána v roce 1992. Ti, kteří velrybářství podporují, nesouhlasí, jako například North Atlantic Marine Mammal Commission - Severoatlantická komise mořských savců, která ve své zprávě z let 1997 a 1999 úvadí, že tento odhad je kontroverzní. Ti, kteří stojí v opozici proti lovu, jako například Whale and Dolphin Conservation Society - Společnost na ochranu velryb a delfínů zase říkají, že tato čísla jsou nadhodnocená a kytovců je v severním Atlantiku méně. Pokud počty kulohlavců uznávané vědeckým výborem Mezinárodní velrybářské organizace přijmeme, pak je průměrný počet ročně zabitých zvířat z let 1990-1999 956 zvířat, tedy 0,1%, což výbor považuje za trvale udržitelné.
V Červeném seznamu ohrožených druhů je kulohlavec zanesen v kategorii chybí údaje, podle analýzy z roku 2008. Podle analýzy z roku 1996 byl kulohlavec zařazen do kategorie málo dotčený. IUCN tvrdí, že pokud se v severním Atlantiku opravdu vyskytuje populace 778 tisíc kulohlavců, z čehož 100 tisíc se jich nachází okolo Faerských ostrovů, roční úlovek asi 850 jedinců je zřejmě trvale udržitelný.
Podle Americké kytovčí společnosti, což je skupina na ochranu velryb, nejsou kulohlavci ohrožení. Společnost prohlašuje, že na světě se vyskytuje zhruba milion kulohlavců černých, Globicephala melas, a 20 tisíc kulohlavců Sieboldových, Globicephala macrorhynchus.

## Kontroverze
Většina Faeřanů trvá na tom, že lovit kulohlavce je jejich právo, protože tak činí už po staletí. Faerští velrybáři brání svoje jednání před nevládními ekologickými organizacemi, jako je například Greenpeace, těmito argumenty:
- grindadráp není vyloženě lov, velrybáři nevyjíždějí pravidelně na moře, aby lovili, zabíjí pouze ty kulohlavce, kteří jsou spatřeni poblíž pevniny (dráp znamená zabít);
- lov kulohlavců není prováděn za účelem zisku, ale pro přerozdělování potravy v komunitě mezi místními domácnostmi;
- podle vědeckých dat nejsou kulohlavci ohrožení.

Slyšet kritické hlasy je na Faerských ostrovech poměrně vzácné, ale v posledních několika letech přece jen častější. Oponenti grindadrápu často hrají na city a argumentují na úrovni emocí, například narážejí na krvavou kořist na břehu fjordu. Faerská odpověď na tuto narážku zní, že problémem není "krvavá kořist na břehu fjordu", ale odcizení velké části populace lidí od přirozeného procesu a základních důsledků produkce živočišné potravy.
Obhájci lovu dále tvrdí, že kulohlavci žijí celý život na svobodě ve svém přirozeném prostředí v Atlantiku a nakonec zemřou během několika minut. Hospodářská zvířata jako krávy, prasata a kuřata jsou naproti tomu často držena v naprosto nevyhovujících podmínkách a jejich život je plný utrpení, a přesto lze jejich maso najít v každém supermarketu.
Skupiny obhajující práva zvířat naproti tomu říkají, že lov je krutý a vzhledem k hojnému dostatku jídla na dnešních Faerských ostrovech také naprosto zbytečný. Další argumenty poskytlo Faerské ministerstvo zdravotnictví, které vydalo varování před nadměrnou konzumací kulohlavčího masa, protože může obsahovat příliš mnoho rtuti, polychlorovaných bifenylů a dalších jedů.
Přestože v posledních letech byla značně vylepšena technika, která se k lovu používá (mobilní telefony, motorové čluny, tupé háky...), počet ulovených velryb (obecně i na jeden lov) je v porovnání s minulými staletími menší.
V roce 1989 uveřejnila Společnost na ochranu delfínů a velryb – Whale and Dolphin Conservation Society animovaný film, komentovaný Anthony Hopkinsem, aby zvýšila veřejné povědomí o lovu kulohlavců. Film obsahuje detailní realistické popisy, a tak vzbudil kontroverze, ale jeho přístupnost nebyla omezena, protože byl animovaný.